# Marjan Luif
Maria Anna Martina (Marjan) Luif (Amsterdam, 25 november 1947) is een Nederlandse actrice en comédienne.

## Loopbaan
Luif is waarschijnlijk het bekendst geworden als Mevrouw Ten Kate of de mevrouw uit de Postbus 51-spot tegen het gebruik van de auto ("NL betekent Niet Lopen"). Ze werkte bij Mugmetdegoudentand, speelde in Jiskefet en was tussen 2004 en 2016 te zien in Koefnoen. Op de radio speelde ze samen met onder meer Herman Koch en Michiel Romeyn in sketches van het programma Borát, waarna ze nog lange tijd het typetje van groentevrouw speelde. Ook trad ze regelmatig op in Radio Bergeijk.

## Filmografie

### Film
- Bad Boa's (2025) - mevrouw Verkaik
- Wiplala (2014) - Emilia Hollidee
- Swchwrm (2012) - politieagent
- Vet hard (2005) - bankbediende
- Pietje Bell 2: De Jacht op de Tsarenkroon (2003) - tante Cato
- De Grotten van Han van Vloten (2003) - werkster
- Pietje Bell (2002) - tante Cato
- Een echte hond (1998) - tante van Tessa
- Lolamoviola: De baby en de bakfiets (1997) - Liesbeth (televisiefilm)
- Exit (1997) - mams
- De Tasjesdief (1995) - buurvrouw Roos
- De Marionettenwereld (1993) - secretaresse
- Mevrouw Ten Kate en het Beest in de Mens (1991) - mevrouw Ten Kate

### Televisie
- B.A.B.S. (2017) - Beatrix
- De co-assistent (2010) - mevrouw Van Tuijl
- Gooische Vrouwen (2009) - mevrouw Stubbe (afl. Verleiding)
- Koefnoen (2004-2016) - mevrouw De Cock
- Hoe?Zo! (2004) - mevrouw Dodeman
- Goede tijden, slechte tijden (2003) - Madeleine DuPont
- Kwartelhof (2002) - politieagente
- ZT Hollandia (2002)
- Baantjer (1998) - mevrouw Harskamp (afl. De Cock en de moord op de buurman)
- Otje (1998) - tante Mies
- Luif (1996) - zichzelf (sketchprogramma)
- Het Zonnetje in Huis (1994) - mevrouw de Vries (afl. De verrassing)
- Flodder (1993) - Patty Bantuma (afl. Blauw bloed)
- Pleidooi (1993) - mevrouw Frigge
- Ha, die Pa! (1991) - Lydia Van der Laan
- Jiskefet (1990) - diverse rollen
- Mevrouw Ten Kate (1987-1991) - mevrouw ten Kate

## Radio
- Pluk van de Petteflet
- De groentevrouw
- Borát
- Een goed gesprek
- Radio Bergeijk
- Vrijdagmiddag Live